# ايمانويل دانيال
ايمانويل دانيال (بالإنجليزية: Emmanuel Daniel) (17 ديسمبر 1993 - ) هو لاعب كرة قدم نيجيري في مركز حراسة المرمى، شارك في الألعاب الأولمبية الصيفية 2016. ولعب مع أورلاندو بيراتس.

## وصلات خارجية
- ايمانويل دانيال على موقع قاعدة بيانات كرة القدم.إي يو (الإنجليزية)
- ايمانويل دانيال على موقع Soccerway.com (الإنجليزية)
- ايمانويل دانيال على موقع عالم كرة القدم.نت (الإنجليزية)
- ايمانويل دانيال على موقع أوليمبيديا (الإنجليزية)